# Harold Christensen
Pour les articles homonymes, voir Christensen.
 (avril 2019).
Si vous disposez d'ouvrages ou d'articles de référence ou si vous connaissez des sites web de qualité traitant du thème abordé ici, merci de compléter l'article en donnant les références utiles à sa vérifiabilité et en les liant à la section « Notes et références ».
Harold Christensen est un danseur, chorégraphe et maître de ballet américain né le 25 décembre 1904 et décédé le 20 février 1989.
Issu d'une grande famille de danseurs américains, sa carrière est fortement liée au San Francisco Ballet et surtout à la San Francisco Ballet School dont il fut le directeur de 1942 à 1975. C'est sous sa direction que l'école acquiert une renommée internationale.
Comme ses frères Lew et Willam, Harold Christensen commence la danse classique avec son oncle qui était maître de ballet avant de poursuivre une formation professionnelle à New York.
En 1935 il danse au Metropolitan Opera de New York avec l'American Ballet, la nouvelle compagnie de George Balanchine.
Les frères Christensen se voient délivrer plusieurs prix et distinctions pour récompenser leur contribution au monde de la danse, dont le Dance Magazine Award en 1973 et le Capezio Dance Award en 1983.